# Karl von Portele

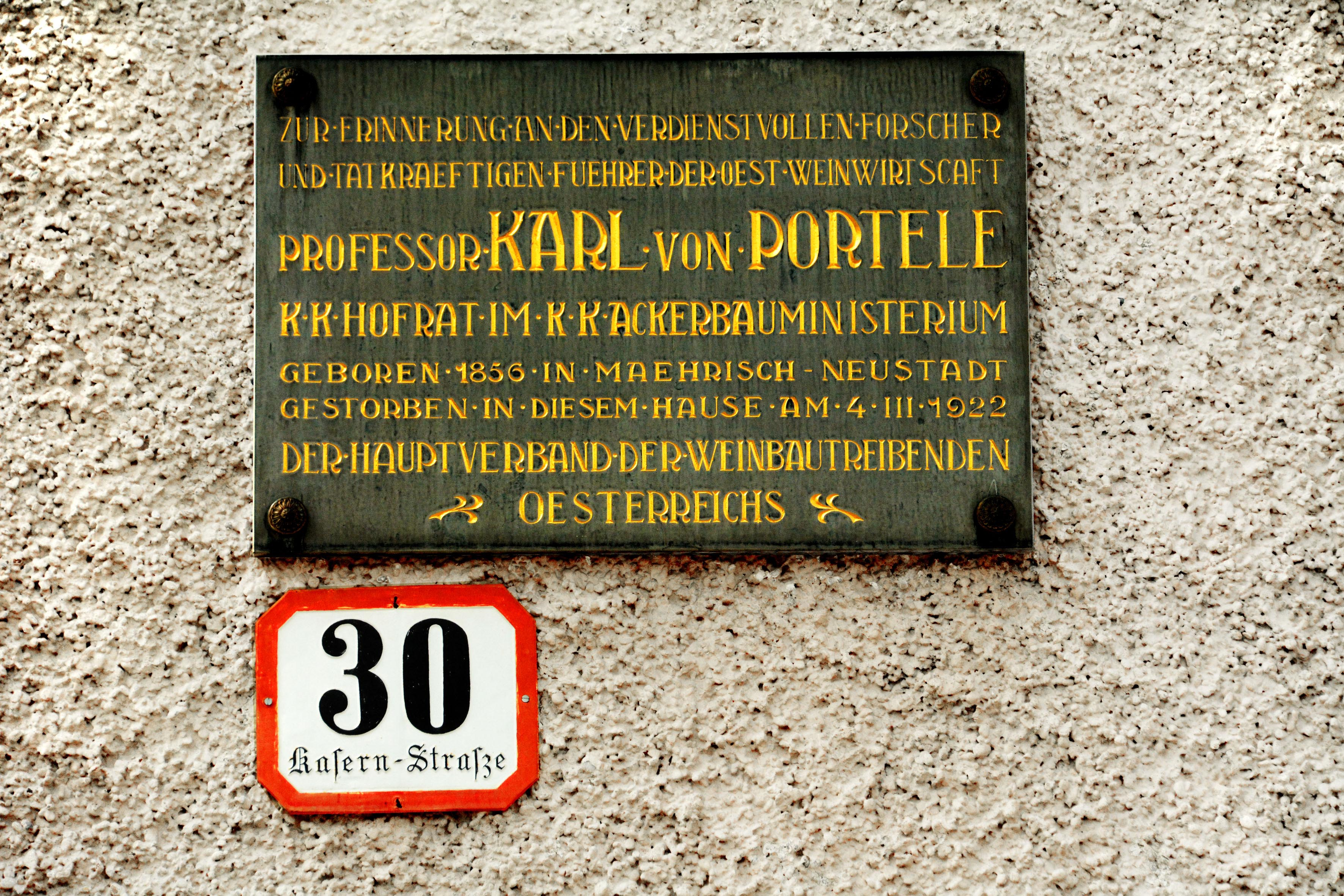
Gedenktafel in Krems

Karl von Portele (* 30. Juli 1856 in Mährisch-Neustadt; † 4. März 1922 in Krems an der Donau) war ein österreichischer Önologe.

## Leben
Karl Portele studierte an der Technischen Hochschule Wien Chemie und war dort Assistent. Während seines Studiums wurde er 1874 Mitglied der Burschenschaft Libertas Wien. 1877 trat er in die Landwirtschaftliche Schule und Chemische Versuchsanstalt in San Michele all’Adige ein, wo er von 1899 bis 1902 Direktor war.
1902 als Weinbaureferent ins Ackerbauministerium berufen, stand er in engster Verbindung mit den Weinbauern als deren Freund und Berater. Auf seinen Einsatz geht das Weingesetz von 1908 zurück. Karl von Portele setzte sich vehement für die Sicherstellung der Pflanzenschutzmittel Schwefel, Kupfervitriol und Schwefelkohlenstoff zur Erhaltung des Weinbaues im Ersten Weltkrieg ein. Durch die Bekämpfung der Peronospora rettete er den Weinbau in Österreich.
Portele veröffentlichte eingehende botanische Studien über die Entwicklung der Traubenbeere und über die Geschlechtsverhältnisse der Rebblüte. Sein Verdienst war auch die Einführung der Bordeauxbrühe in Österreich und die Bekämpfung der Weinzollklausel, die den Export behinderte.
Nach 42 Dienstjahren zog er sich nach Krems zurück. Er wurde danach zum Wanderlehrer, der die Interessen des österreichischen Weinbaus in Vorträgen und in der Presse des In- und Auslandes vertrat.
Karl Alfons von Portele war ein Sohn.

## Ehrungen
- Ernennung zum Hofrat (1902)
- Nobilitierung durch Karl I. (Österreich-Ungarn) (1917)